# Siliquamomum oreodoxa
Siliquamomum oreodoxa är en enhjärtbladig växtart som beskrevs av N.S.Ly och Škorni?k. Siliquamomum oreodoxa ingår i släktet Siliquamomum och familjen Zingiberaceae. Inga underarter finns listade i Catalogue of Life.